# Hadogenes troglodytes
O Hadogenes troglodytes é o maior escorpião atual, que atinge até 21 cm, mas alguns espécimes do período Siluriano-Devoniano, como o Brontoscorpio anglicans, chegavam a mais de 80 cm.